# Shiki (mangá)
Shiki é um romance de terror que estreou na editora Shinchosha em 1998, em duas partes. Logo após, em 2002, esta mesma série foi dividida em cinco partes. Uma série em mangá baseada na história dessa "Light Novel" foi comercializada a partir de 2007, pela editora Jump SQ. O desenhista desta série de mangás é Ryu Fujisaki. Uma série televisa (anime) estreou no dia 8 de julho de 2010 na emissora de televisão japonesa Fuji. O anime foi produzido pelos estúdios Daume.

## Enredo
A história se passa em um verão particularmente quente nos anos noventa, em uma vila pequena e tranquila chamada Sotoba. Uma série de mortes misteriosas começa a se espalhar na aldeia, ao mesmo tempo quando uma família se muda para a mansão estranha Kanemasa há muito tempo abandonada. Toshio Ozaki, decano do hospital somente em Sotoba, inicialmente suspeita de uma epidemia. Mas as investigações continuam e as mortes começam a amontoar-se, fazendo ele tornar-se convencido de que eles isso é trabalho dos mortos-vivos que assolam o vilarejo. Um jovem chamado Yuuki Natsuno, que odeia a vida na aldeia, começa a ser perseguido e cercado pela morte.

## Personagens

### Natsuno Yûki
Um menino de 15 anos de idade que vive e frequenta a escola em Sotoba. Ele odeia viver na aldeia e prefere ficar na cidade. Originalmente um morador da cidade, Natsuno relutantemente se muda para Sotoba com seus pais quando eles queriam uma mudança de ambiente. Ele sempre exibe um exterior frio, especialmente diante da presença de Megumi Shimizu, que tem um queda por ele. Conforme progride a história, ele é atacado e se torna não um Shiki, mas sim um lobisomem, podendo comer, andar na luz do dia e ter força-sobrehumana, porém, como não se alimenta de sangue, é mais fraco que os demais Shikis, acordando mais cedo do que o esperado, dando oportunidade para falsificar a sua "morte", e traça um plano para derrotar todos os Shikis no vilarejo.

### Toshio Ozaki
Decano do hospital Sotoba, Toshio renunciou ao hospital universitário, voltando a ocupar a posição de seu pai quando ele morreu. Ele é carinhosamente chamado de um apelido, "Waka-sensei" por seus colegas, bem como os residentes. Toshio tem uma aversão tanto para a mãe dele e de seu falecido pai, pois ambos frequentemente colocavam a reputação da família Ozaki antes de qualquer coisa. Ele é amigo de infância de Seishin Muroi e Yasumori Mikiyasu. Ele tem 32 anos e casado, bem como ser um fumante inveterado. Ele está perplexo com as mortes misteriosas e jura que irá resolver o caso e proteger sua aldeia.

### Sunako Kirishiki
Uma menina 13 anos que se muda para o Kanemasa mansão no topo da colina com sua família. Ela tem uma desordem genética rara conhecida como SLE, que a leva a ficar dentro de casa durante o dia e só saem à noite. Ela e sua família são fãs dos ensaios e romances escritos por Seishin Muroi, e é a razão pela qual eles se mudaram para Sotoba. Sunako não gosta que as pessoas chamem seu nome com o sufixo "chan".

### Seishin Muroi
Seishin é o monge local em Sotoba, bem como um autor em escrever romances. Seu mais recente trabalho é chamado de Shiki, que se traduziu em Inglês é chamado Corpse Demon. Ele tem um senso do sobrenatural e detecta a presença do real "shiki". Ele é amigo de infância de Toshio Ozaki e Yasumori Mikiyasu. Ele tem 32 anos, solteiro, e depois tentou cometer suicídio em um estado de embriaguez durante os dias de sua universidade.

### Megumi Shimizu
Uma menina de 15 anos de idade que frequenta a mesma escola que Natsuno. Megumi também odeia a vida na aldeia e anseia pela vida na cidade. Ela tem uma paixão unilateral em Natsuno e muitas vezes devaneios de um relacionamento com ele. Megumi vai se encontrar com a família Kirishiki no início da série, e desaparece sem deixar vestígios, até os moradores encontraram deitada no meio da floresta. Ela morre de um suposto caso complicado de anemia e depois reviveu como um shiki.

## Mídia

### Mangá
Uma adaptação da light novel para mangá, ilustrada por Ryu Fujisaki, foi serializada na revista de mangás shounen Shueisha da Jump Square, de 4 de dezembro de 2007 a 3 de junho de 2011.

### Anime
Em dezembro de 2009, uma adaptação para anime foi anunciada, que terminou com 22 episódios. Os temas de abertura são "Kuchizuke" de Buck-Tick e Calendula Requiem de Kanon x Kanon. Já os temas de encerramento são "Walk no Yakusoku" de Nangi e "Gekka Rejin" de Buck-Tick.